# جوليان هافيلاند
جوليان هافيلاند (بالإنجليزية: Julian Haviland)‏ هو صحفي ومقدم تلفزيوني بريطاني، ولد في 8 يونيو 1930 في إفر في المملكة المتحدة.